# Saint-Césaire-de-Gauzignan
Saint-Césaire-de-Gauzignan é uma comuna francesa na região administrativa de Occitânia, no departamento de Gard. Estende-se por uma área de 6,84 km². Em 2010 a comuna tinha 389 habitantes (densidade: 56,9 hab./km²).